# 林莹
林莹（1979年4月6日—），中国现代女漫画家。
1994年开始画漫画的她，因1999年开始连载的作品《魔尘》而走红漫坛，与其好友、中国另一位漫画家林夕被并称为“漫坛Twins”。她最开始的画风与日本的漫画组合CLAMP十分相像，在经过长期的连载后逐渐形成自己独特的风格，甚至有很多人称她的漫画已经超越了CLAMP。她的漫画作品剧情与画面兼顾，同时富有美型派的偶像色彩，容易受人批评、同时更加容易被人所接受，被业界认为是中国漫画开始良性发展的一个标志。

## 记事
- 1997年 在《卡通先锋》上发表处女作《对不起》。其后陆续发表了《希望》、《钱包》、《好事多磨》、《第五百颗幸运星》等短篇作品。
- 1998年 在《卡通王》上发表了《最后的父爱》和《勿忘我》。
- 1999年 开始在《卡通王》上刊载《摩尘》。目前无限期停载中。
- 2000年 获狮王大奖
- 2001年 在《卡通王》上发表了与林夕、阿明联合创作的作品《游戏》。
- 2002年 出版发行《游戏》的单行本。
- 2003年
  - 3月，在《漫友·漫画100》（2003年3月上半月号，vol.19）上发表中篇作品《巢穴》
  - 10月，出版发行《魔尘》的单行本及其精装版。在2003年“红牛”上海动画漫画展览会上签名首发。
- 2005年 7月，《铳月》于《星漫少女》开始连载 ，后在《动漫周刊》重载
- 2007年 开始绘制网络人气小说《鬼吹灯》的漫画版。
- 2010年 1月,开始连载《梅兰芳》，由梅兰芳之子梅葆玖亲自授权监修。
- 2011年 4月15日，登上中央电视台第十套《人物》栏目

## 作品列表
- 长篇漫画作品：
  - 《梅兰芳 (漫画)》漫画，全四本，长江文艺出版社，2009
  - 《梅兰芳》画集，全一本，2008
  - 《鬼吹灯 (漫画)》（漫画版），安徽文艺出版社，全两本，2007
  - 《魔尘》，上海科技教育出版社，全四本，2003

- 中篇漫画作品：
  - 《铳月》缘起之卷，新世纪出版社，全一本，2008
  - 《巢穴》，收录于《漫友漫画短篇集——惊悚漫画卷》，2006
  - 《游戏》（与林夕合作），甘肃少年儿童出版社，全两本，2004

- 短篇漫画作品：
  - 1998，《最后的父爱》《勿忘我》
  - 1997，《对不起》《希望》《钱包》《好事多磨》《第五百颗幸运星》